# Lifford
Lifford (irlandese: Leifear) è il capoluogo (county town) della contea di Donegal, in Irlanda, sviluppatasi in tempi non troppo remoti intorno ad un castello costruito nel XV secolo dal signore del Donegal Occidentale, Manghus Ó Domhnaill. Durante la dominazione inglese, Lifford divenne un importante insediamento militare inglese fino alla successiva indipendenza dell'attuale Eire. Oggi è un attivo centro commerciale posto a ridosso del confine con l'Irlanda del Nord, nonché il centro amministrativo di tutta la contea di Donegal.

## Infrastrutture e trasporti

### Strade
Lifford è conosciuta come "Gateway to Donegal" essendo il primo abitato che si incontra entrando nel Donegal quando si viaggia da Dublino sulla N2 (A5/A38 attraverso l'Irlanda del Nord). Dalla N15 per Sligo e anche la N14 per Letterkenny è possibile infatti raggiungere tutte le parti della contea. Lifford ha diversi servizi di autobus giornalieri operati da Bus Éireann che la collegano all'aeroporto e al centro di Dublino (Busáras).

### Canali
Nel 1792 i 6 km dello Strabane Canal furono costruiti dalle acque di marea del fiume Foyle e Leck, a Strabane. Il canale cadde in disuso nel 1962.

### Ferrovie
La stazione ferroviaria di Lifford fu aperta nel 1º gennaio 1909 e chiusa definitivamente nel 1º gennaio 1960. Era una fermata tra la stazione di Strabane e Letterkenny.

## Sport

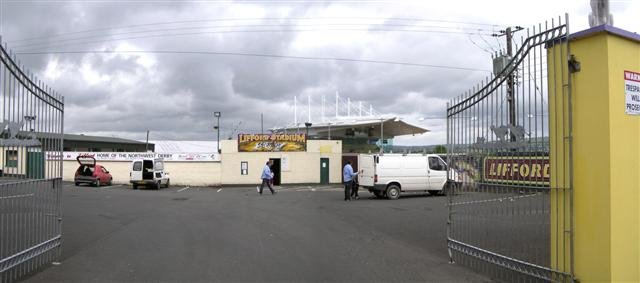
Lifford Greyhound Stadium.

Lifford ospita un certo numero di club sportivi, tra cui:
- Naomh Pádraig GAA Club[5]
- Lifford Celtic Football Club[6]
- Deele Harps Football Club
- Lifford Athletic Club[7]
- The Three Rivers Shotokan Karate Club